# Ishigami Shoma
Ishigami Shoma (sinh ngày 30 tháng 3 năm 2002) là một cầu thủ bóng đá người Nhật Bản.

## Sự nghiệp câu lạc bộ
Ishigami Shoma hiện đang chơi cho Gainare Tottori.